# Скорано
Скора̀но (на италиански: Scorrano, на местен диалект Scurranu, Скурану) е градче и община в Южна Италия, провинция Лече, регион Пулия. Разположено е на 95 m надморска височина. Населението на общината е 7021 души (към 2011 г.).